# Rejon tomski

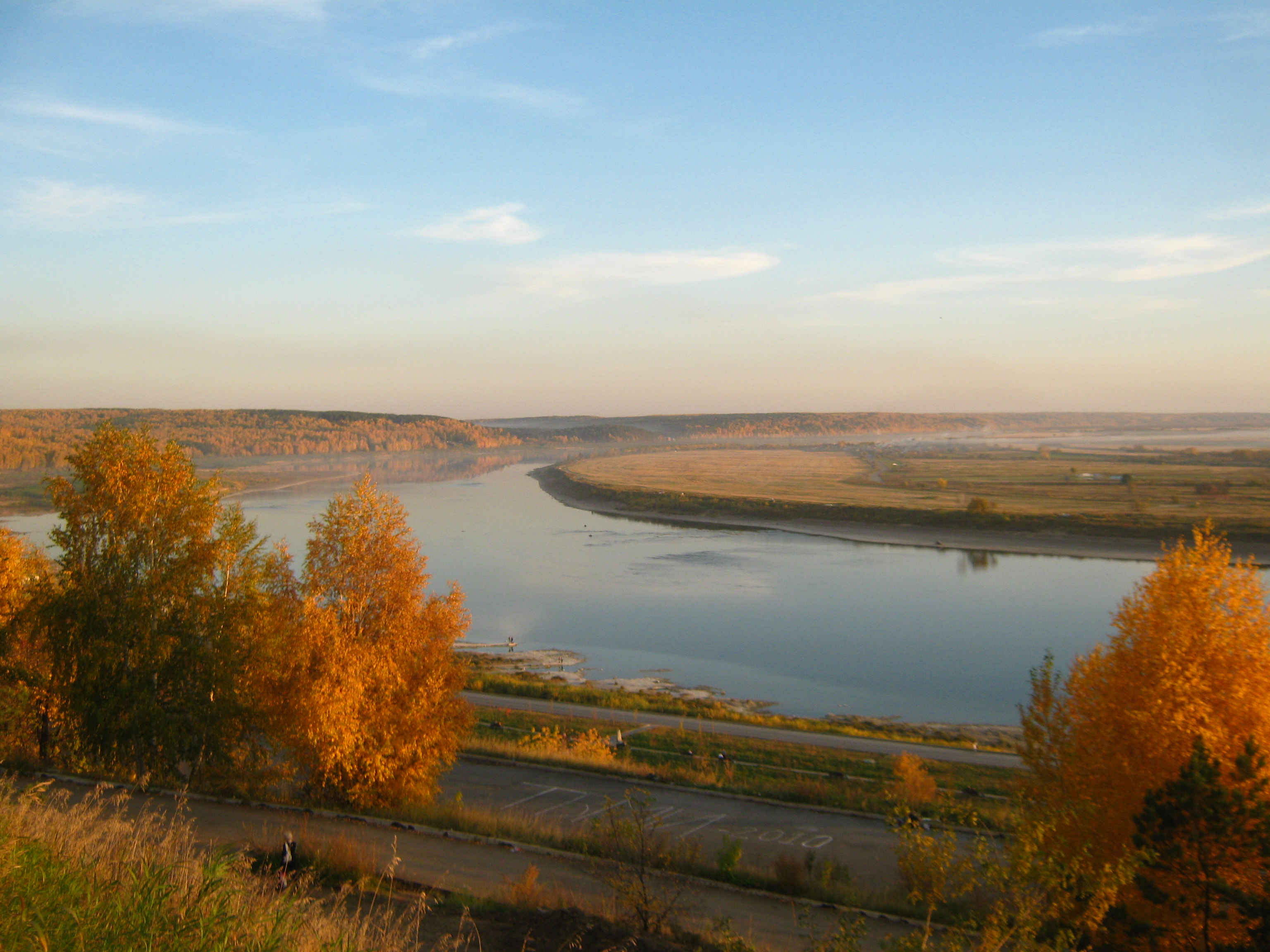
Rzeka Tom w Tomsku

Rejon tomski (ros. Томский район) – jednostka terytorialna w Rosji, w obwodzie tomskim. Centrum administracyjne – miasto Tomsk.